# アルカリス山
アルカリス山（アルカリスざん、カタルーニャ語: pic d’Arcalís）は、アンドラ公国北西部オルディノ教区に位置する、標高2,776メートルの山である。山のすぐ下にはスキー場が広がっている。露頭の岩に開いた穴から、1年に1度太陽の光が山を貫いてくる珍しい現象で知られている。

## 地理・地質

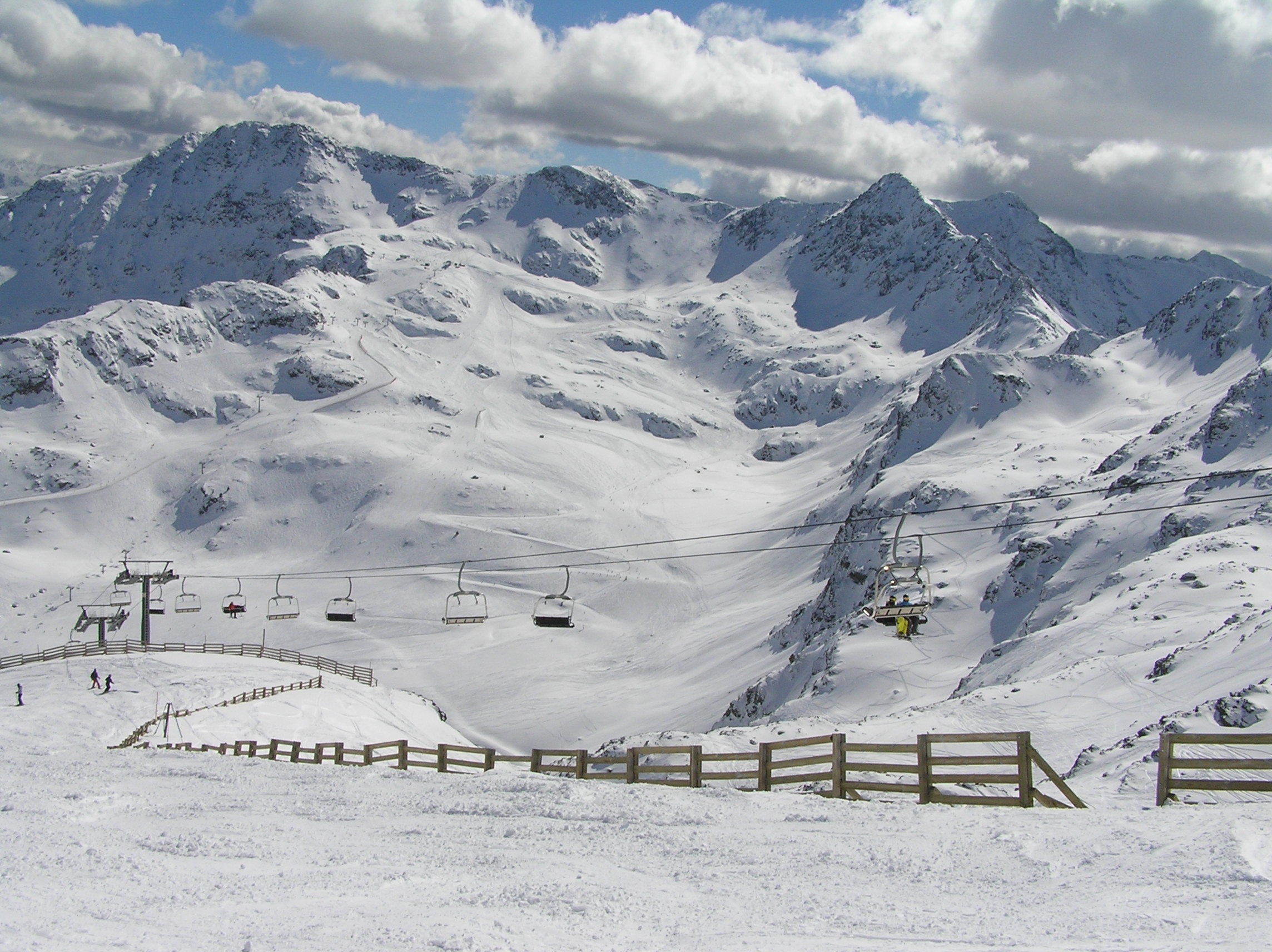
オルディノ・アルカリスのゲレンデ。奥の稜線の左側の頂がアルカリス山。

アルカリス山は、アンドラで最も北に位置するオルディノ教区の中で、オルディノ・アルカリス・スキー場のゲレンデの後背、南側にそびえる山稜の、カタペルディス山とホルテル山の間にある山で、標高は2,776メートルである。山稜をメレンス（Merenç）断層に伴う圧砕岩帯が横切っており、そのため岩石の露頭が突き出たような山容となっている。山頂は眺望が開けており、全方位を見渡すことができる。
アルカリス山の地質は、大部分がカンブリア紀前期に形成された地層であり、南側の白い珪岩と灰緑色の粘板岩の互層からなる層と、北側の明るい色の砂岩と暗い色の粘板岩の互層からなる層とを中心に構成され、間の断層に沿ってオルドビス紀後期に形成された暗灰色の石灰岩などの層がみられる。

## 地名
地名学的な見地からは、アルカリスの語源はラテン語で「櫃」を意味する arca と考えられ、このような岩が突出する地形的特徴と arca を含む地名の結びつきは、アンドラ周辺や、フランスの山などにいくつも見出すことができる。
一方で、アンドラと隣接し、同じアルカリスという地名が存在するカタルーニャ州アルト・ピリネウが、バスク語圏であったと推定されることから、アルカリスという地名もロマンス語以前の、おそらくバスク語に起源があると考えることは自然である。語尾の -lís も、非ロマンス語起源であることを示唆する。しかし、バスク語起源と仮定した場合に、この地名の成り立ちに適切な説明を与えることは容易でない。バスク語には arka- となる語彙が見出せず、何らかの変化を経たものと考えられるが、元となった語には、「ダム」を意味する uharca、「低木」を意味する erki、「岩の頂」を意味する ar-gain と「東向き」を意味する -gaiz の合成などの仮説が挙げられているものの、地名が時間とともに予期せぬ変化を起こす過程を解き明かすことは困難である。

## 記録
アルカリス山の登頂で、記録として残っている最古のものは、1886年7月25日にフランス山岳会南西支部の中心人物だったサン＝ソー伯エマール・ダルロが登頂を果たしたものとされる。サン＝ソー伯は、1886年のフランス山岳会要覧で、この山行について報告している。このとき、サン＝ソー伯はポルト・デ・ラートの鞍部からアンドラ入りし、アルカリス山頂に至った後、カタペルディス山とアンゴネラ山の間の鞍部を通ってフランスへ抜けたことが記されている。

## 太陽の山
アルカリス山では1年に1度、8月7日の午前7時37分から3分間、岩に開いた大穴を通して山の陰に隠れた太陽から光が差す、という珍しい現象が起きる。この現象は、オルディノ教区出身の技術者ブナバントゥーラ・アデリャク（Bonaventura Adellac）が2004年に「再発見」したことで知られるようになった。かつて、この地の羊飼いなどが暦を知るのにこの現象を利用していたが、時代と共に忘れ去られていた、と推測されている。この珍しい現象が起きることにより、国際天文学連合のNameExoWorldsキャンペーン2019年版において、恒星HD 131496の固有名として Arcalís が提案され、正式に承認された。

## 道筋

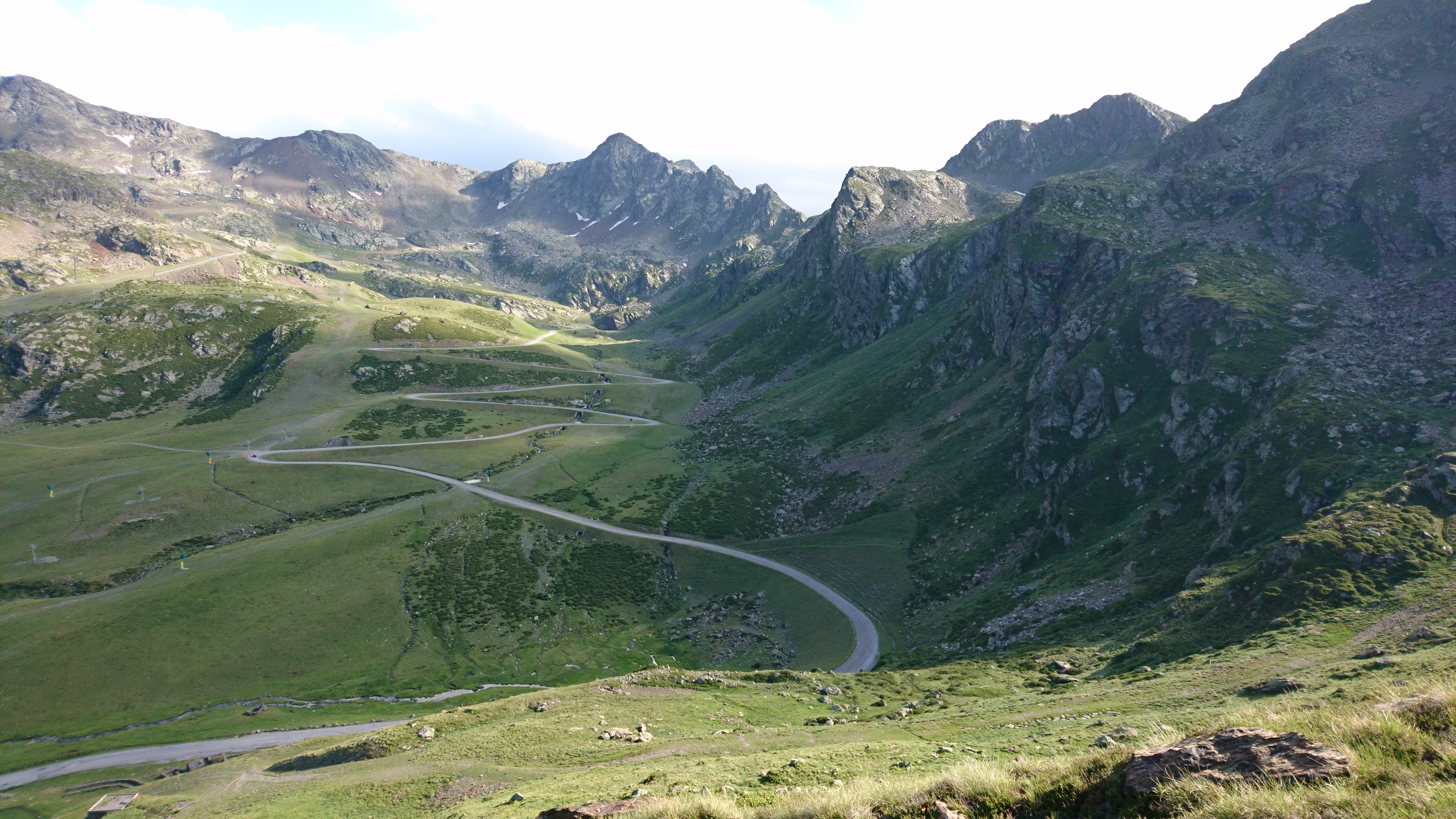
ポルト・デ・ラートへ上る自動車道。左端の峰がアルカリス山。

首都アンドラ・ラ・ベリャから主要自動車道のCG-3を使って、オルディノ教区を北上し、オルディノ・アルカリス・スキー場を越えて、舗装道路が終わった更に先、計画中止となったポルト・デ・ラート隧道の入口、標高2,360メートルまで自動車で上ることができる。隧道入口からは、ポルト・デ・ラート鞍部へ登り、カタペルディス山を経由して尾根伝いに行くか、あるいは、アルカリス山直下のリフト終点の上を、山頂と隣の峰の間の鞍部へ登るかして、アルカリス山頂に到達する。